# Virgilio Mantegazza
Virgilio Mantegazza (Milano, 30 gennaio 1889 – Milano, 3 luglio 1928) è stato uno schermidore italiano, specializzato nella spada. Ha vinto una medaglia di bronzo nella scherma ai Giochi olimpici.